# Torf-Krummstielmoos

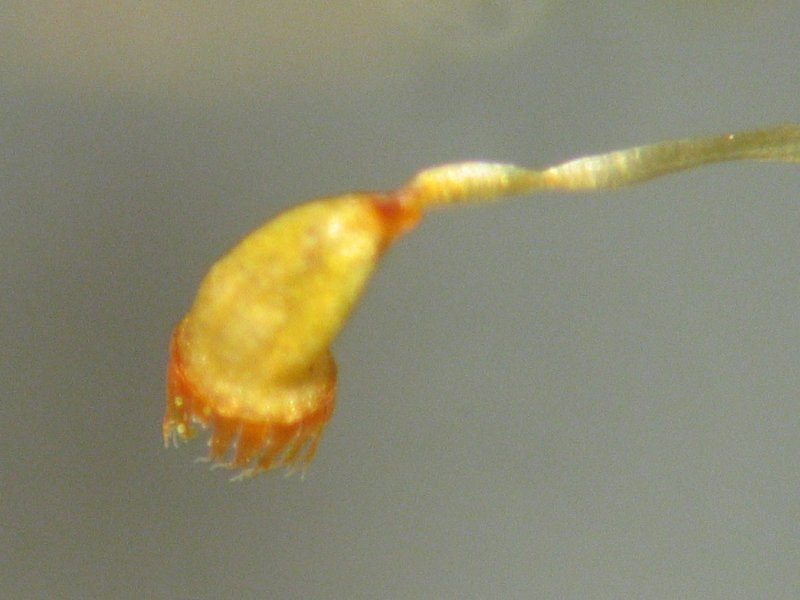
Sporogon

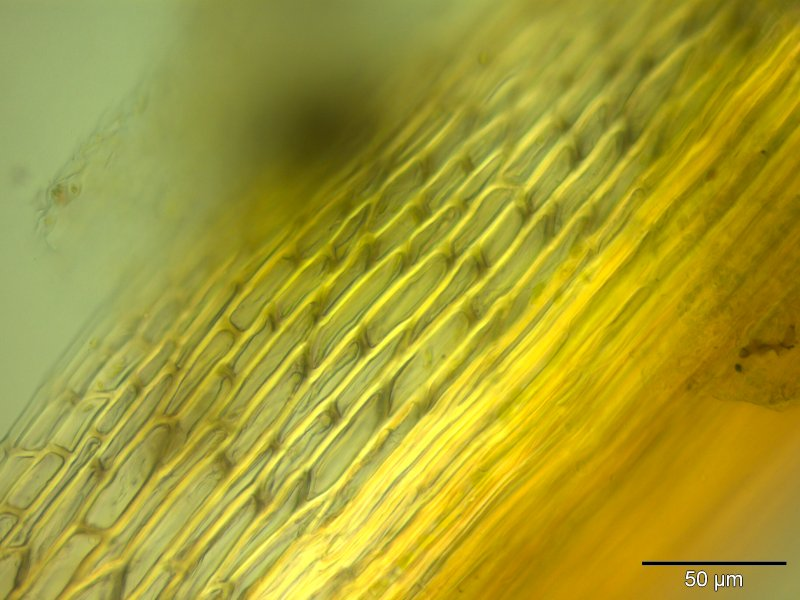
Laminazellen am Blattgrund bei 400-facher Vergrößerung

Das Torf-Krummstielmoos (Campylopus pyriformis) ist ein kleines, recht vielgestaltiges Moos aus der Familie Leucobryaceae, welches in Mitteleuropa häufig anzutreffen ist.

## Beschreibung
Die zarten, 0,5 bis 3 cm hohen Pflanzen bilden dichte, gelb-grün gefärbte Rasen. Sie ähneln der Art Dicranodontium denudatum.
Die Blätter sind lanzettlich. Insbesondere die oberen sind sehr schmal-länglich, leicht verbogen, und in eine lange Spitze ausgezogen. Die Laminazellen sind unregelmäßig rechteckig. Dabei sind sie im unteren Teil des Blattes hyalin durchscheinend mit dünnen Zellwänden, und länglich rechteckig, im oberen Teil kürzer und dicker. Die Blattflügelzellen sind nur undeutlich differenziert.
Die Art vermehrt sich vegetativ durch eilanzettlich geformte Brutblätter oder Rhizoidgemmen, Sporogone sind eher selten. Die Kapsel ist gelblich gefärbt und hat rötliche Peristomzähne, die bis zur Hälfte gespalten sind. Die Seta ist gelb.

## Verbreitung und Standortansprüche
Das Moos wächst an nährstoffarmen, lichtreichen, stets kalkfreien Standorten, beispielsweise auf Torf, morschem Holz, oder Sandböden. Häufig ist es in Hochmooren an trittgestörten Stellen zusammen mit Cephalozia connivens anzutreffen.
Das Moos wächst in sehr verschiedenen Teilen der Welt: südöstliches Südamerika, westliches Europa einschließlich der atlantischen Inseln, Zentral- und Südafrika, auf Australien, Neuseeland und den Pazifischen Inseln, in Zentralasien sowie an einzelnen Stellen in Nordamerika. Man vermutet, dass sein ursprüngliches Verbreitungsgebiet in Südamerika lag und von dort durch den Menschen und Vögel verschleppt wurde. Nach Europa wurde es vermutlich im 17. oder 18. Jahrhundert eingeschleppt.